# La Fille de l'assassin (roman)
Pour les articles homonymes, voir La Fille de l'assassin.
La Fille de l'assassin est un roman de fantasy écrit par Robin Hobb. Traduction française de la seconde moitié du livre original Fool’s Assassin publié en 2014, il a été publié en français le 11 mars 2015 aux éditions Pygmalion et constitue le deuxième tome du troisième cycle de L'Assassin royal.

## Résumé
Abeille, perdue dans l'obscurité du labyrinthe secret de Flétribois, découvre la présence rassurante de Père Loup qui lui apprend à retrouver son chemin. Elle rentre dans le bureau de son père juste à temps pour ouvrir la porte qu'elle avait verrouillée et laisser entrer son père FitzChevalerie très inquiet de ne pas l'avoir trouvée dans son lit à son retour de son excursion avec Umbre. Le lendemain, elle avoue à son père que certains de ses rêves récurrents l'effraient ; elle décide de noter plus soigneusement ceux qu'elle nomme les « Rêves », qui lui semblent plus important et différents des autres plus classiques. La venue annoncée d'Évite Tombétoile oblige Fitz à lancer la rénovation de la vieille demeure de Flétribois, ce qui ravit Allègre, l'intendant, et fait fuir Abeille dans les passages secrets où elle se crée un refuge. Elle découvre les lettres de Burrich puis celles de Chevalerie à Patience, et, peu à peu, les écrits et toute l'histoire de son père. Durant ses excursions dans les passages secrets de Flétribois, elle se lie d'amitié avec un chat, le Rayé.
Le jour de l'arrivée d'Évite, escortée par Crible, l'homme lige d'Ortie, Abeille, en transe, entraîne son père dans les jardins où il découvre, blessée et protégée par une cape aile-de-papillon, la dernière messagère du Fou, venue lui annoncer sa future venue et lui demander de chercher « le fils inattendu », qu'il faut protéger de chasseurs, avant de mourir. Abeille aide son père à brûler secrètement le corps de la messagère. Fitz se creuse la tête au sujet du Fou et de ce fils mystérieux ; en essayant de percer le mystère, il remonte à la veneuse Laurier, mais apprend qu'elle est la mère de FitzVigilant, un enfant bâtard qu'Umbre a pris un temps sous son aile.
Abeille, jalouse de l'attention portée à la capricieuse Évite, fait la connaissance de Persévérance, le palefrenier, qui lui apprend à monter à cheval. La venue de FitzVigilant (envoyé par Umbre comme précepteur, mais en réalité pour la protéger) est une autre épreuve. Humiliée, elle comprend néanmoins que son père, malgré ses maladresses, est son allié. À sa demande, il lui apprend à se battre.
FitzChevalerie a promis à sa fille de l'emmener au marché de Chênes-lès-Eaux, peu avant la Fête de l'Hiver. Crible les accompagne, ainsi qu'Évite et FitzVigilant qui se sont joints à eux sans y avoir été invités. Abeille, troublée par ses rêves, a l'esprit embrumé. Elle est attirée par un mendiant aveugle pitoyable. Lorsqu'elle le touche, elle partage ses visions du futur, où tous les destins possibles s'entremêlent. Mais son père, croyant qu'il la menace, le poignarde, avant d'entendre sa voix et ainsi reconnaître en lui le Fou, qu'il n'avait plus revu depuis vingt-quatre ans. En utilisant l'Art, Fitz parvient à l'empêcher de mourir mais il ne fait que repousser l'inévitable. Avec l'aide de Crible, il l'emporte par les Pierres Témoins à Castelcerf pour tenter de le sauver, confiant Abeille à Évite et FitzVigilant. Le lendemain, le domaine de Flétribois est attaqué et Abeille, en laquelle ses ravisseurs croient reconnaître « le fils inattendu » du Fou, est enlevée.